# À la di Stasio
À la di Stasio est une émission de télévision culinaire québécoise en 214 épisodes de 45 minutes animée par Josée di Stasio, produite par Zone 3, et diffusée entre le 20 septembre 2002 et le 12 décembre 2014 à Télé-Québec.
Elle a remplacé une émission du même genre animée par Daniel Pinard.